# Epiphora imperator
Epiphora imperator är en fjärilsart som beskrevs av Stoneham 1933. Epiphora imperator ingår i släktet Epiphora och familjen påfågelsspinnare. Inga underarter finns listade i Catalogue of Life.